# Rainulf Drengot
Rainulf (d. iunie 1045) a fost un aventurier normand din familia Drengot, devenit primul conte de Aversa de la 1030 până la moarte.
Atunci când unul dintre numeroșii frați ai lui Rainulf, Osmond, a fost exilat de către ducele Richard I de Normandia ca urmare a asasinării uneia dintre rudele sale, Rainulf, Osmond și ceilalți frați (Gilbert, Asclettin (ulterior conte de Acerenza) și Rudolf au plecat în pelerinaj la moaștele Sfântului Arhanghel Mihail, la Monte Sant'Angelo sul Gargano, localizate în Catepanatul de Italia, stăpânit de bizantini. Ei au adus cu ei o trupă de 250 de războinici, formată din alți exilați, deposedați de pământuri.
În 1017, ei au ajuns în Italia de sud, care se afla la acea vreme într-o stare de anarhie. Odată stabilit un cap de pod la Muntele Gargano din Apulia, ei și-au unit forțele cu cele ale longobardului Melus din Bari, care se răsculase împotriva Bizanțului. Prima confruntare majoră cu armata generalului (catepan) bizantin Vasile Boioannes a avut loc la Canne, o fostă villa din Apulia; bătălia a constituit un dezastru pentru normanzi. Aceștia au fost decimați, iar comandantul lor, fratele mai mare al lui Rainulf, Gilbert, a căzut în luptă. Rainulf, care devenea acum conducătorul de necontestat al exilaților, s-a retras cu resturile trupei din Apulia către Campania, unde, potrivit cronicarului Amato de Montecassino, deși înconjurat de inamici, a putut să profite de disensiunile existente între seniorii longobarzi din regiune.
Ei au început să protejeze, contra cost, cetele de pelerini care frecventau regiunea pentru a ajunge la relicvele Sfântului Mihail. De asemenea, Rainulf a servit principelui Pandulf al IV-lea de Capua. "Sub protecția sa", relatează Amato de Montecassino, "ei au pornit să prade locurile din vecinptate și să îi hărțuiască pe dușmani. Dat, dat fiind că apucăturile omenești sunt înclinate către lăcomie, iar banii au întotdeauna câștig de cauză, treptat ei l-au abandonat... Ei și-au vândut serviciile după cum se nimerea, la întâmplare, oferindu-se celui care le dădea mai mult." Curând, balanța puterii din Campania longobardă începea să se încline de partea normanzilor: "Pentru că normanzii niciodată nu au dorit ca vreunul dintre longobarzi să obțină o victorie decisivă, dacă aceasta ar fi fost spre dezavantajul lor. Iar acum, sprijinind când pe unul, când pe altul, ei împiedicau ca vreunul dintre longobarzi să fie complet zdrobit."
Noile întăriri normande ajunse în zonă, precum și neînțelegerile dintre localnici au făcut ca poziția lui Rainulf să se întârească în sudul Italiei. Limba și obiceiurile normanzilor s-au întărit conducând la ceva asemănător unei națiuni distincte, după cum notează Amato de Montecassino.
În cele din urmă, Rainulf a trecut în slujba ducelui Sergiu al IV-lea de Neapole, în numele căruia a înregistrat câteva succese. În 1030, ducele Sergiu i-a acordat lui Rainulf fosta fortăreață bizantină de Aversa, situată la nord de Napoli, odată cu titlul de conte, și de asemenea i-a oferit-o pe sora sa drept soție. În 1034, această primă soție a murit, drept pentru care Rainulf s-a recăsătorit cu fiica ducelui de Amalfi, care era totodată nepoata vechiului dușman al lui Sergiu, principele Pandulf al IV-lea de Capua. El și-a teritoriul pe seama abației de Montecassino. Titlul său de conte de Aversa a fost recunoscut în 1037 de către împăratul Conrad al II-lea. După înfrângerea bizantinilor din 1038, el s-a autoproclamat ca principe, devenind astfel independent și de facto față de Neapole și de foștii săi aliați longobarzi. Rainulf a cucerit principatul vecinului său Pandulf, iar Conrad a aprobat uniunea dintre cele două stăpâniri, care au devenit în acel moment cea mai mare putere din sudul Italiei. În 1039, el s-a aflat în aceeași tabără cu principele Guaimar al IV-lea de Salerno și împăratul Conrad.
Rainulf a fost unul dintre conducătorii coaliției antibizantine constituite în Italia de sud în 1040. El a participat la decisiva victorie din bătălia de la Olivento din martie 1041. În 1042, după victoria aliatului său normand Guillaume Braț de Fier din dinastia Hauteville, el a primit, dintre teritoriile bizantine de odinioară, suzeranitatea asupra Siponto și a Muntelui Gargano.
Rainulf a murit în iunie 1045, fiind succedat de  către nepotul său de frate, Asclettin, fiul lui Asclettin de Acerenza.
Principalele surse contemporane pentru cariera lui Rainulf Drengot sunt cronicile lui Amato de Montecassino și Guglielmo de Apulia.